# Harriman (Tennessee)
Harriman – miasto w Stanach Zjednoczonych, w stanie Tennessee, w hrabstwie Roane.